# Tadeusz Wittlin
Tadeusz Wittlin (ur. 19 czerwca 1909 w Warszawie, zm. 4 października 1998) – prawnik, pisarz, publicysta.

## Życiorys
Po zdaniu w 1928 matury w gimnazjum im. Stanisława Staszica w Warszawie studiował na Uniwersytecie Warszawskim, uzyskując osobne stopnie magisterskie z prawa (1932) i sztuki (1933). Zadebiutował w 1929 roku tomem poetyckim „Trasa na Parnas”. Od 1931 roku (jeszcze jako student) był współpracownikiem, a następnie zastępcą redaktora naczelnego tygodnika satyrycznego Cyrulik Warszawski, gdzie zamieszczał teksty pod pseudonimem „Tadzio – Tadzio”, „Teddy”. Był także autorem tekstów piosenek. 
6 stycznia 1940 roku aresztowany przez Sowietów i wywieziony do obozu pracy w Workucie. Po zwolnieniu z łagru pod koniec 1941 wstąpił do armii Władysława Andersa, gdzie był animatorem kultury, i wraz z nią dotarł do Ziemi Świętej. Współpracował z wojskowym teatrem, z czasopismami i wydawnictwami 2. Korpusu: „Orłem Białym”, „Paradą”, „Zewem” oraz cywilną prasą polską ukazującą się w Jerozolimie (m.in. „W drodze”) i Rzymie. 
Po wojnie wyjechał do Londynu, następnie w latach 1950–1951 przebywał w Paryżu, gdzie pracował w polskiej sekcji Radio France Internationale. W 1952 roku wyemigrował do Stanów Zjednoczonych, od 1958 roku na stałe zamieszkał w Waszyngtonie. Przygotowywał audycje literackie dla Głosu Ameryki i Radia Wolna Europa. W 1959 roku został redaktorem miesięcznika „Ameryka”, wydawanego przez Ambasadę USA w Polsce. Wykładał literaturę polską na uniwersytecie waszyngtońskim. Był członkiem angielskiego i amerykańskiego PEN Clubu. 
W 1961 roku w Waszyngtonie ożenił się z Geną (Eugenią) (1914–2012), swoją przedwojenną narzeczoną, która była córką scenografa Józefa Galewskiego. 
Podpisał list pisarzy polskich na Obczyźnie, solidaryzujących się z sygnatariuszami protestu przeciwko zmianom w Konstytucji Polskiej Rzeczypospolitej Ludowej (List 59). Do śmierci (w 1998 roku) przebywał na emigracji.  

## Twórczość
- Tadeusz Wittlin: „Radosne dni”, Rzym 1945
- Tadeusz Wittlin: „Modigliani – prince of Montparnasse”, Wyd. Bobbs-Merrill, Nowy Jork 1964
- Tadeusz Wittlin: „Time stopped at 6:30 – The Katyn forest massacre”, Wyd. Bobbs-Merrill, Nowy Jork 1965
- Tadeusz Wittlin: „Commissar – The life and death of Lavrenty Pavlovich Beria”, Wyd. Macmillan, Nowy Jork 1972
- Tadeusz Wittlin: „Ostatnia cyganeria”, Wyd. Czytelnik, Warszawa 1989
- Tadeusz Wittlin: „Nad szarej Wisły brzegiem...”, Wyd. Polska Fundacja Kulturalna, Londyn 1990
- Tadeusz Wittlin: „Diabeł w raju”, Wyd. Polonia, Warszawa 1990
- Tadeusz Wittlin: „Szabla i koń. Opowieść o Wieniawie”, Wyd. LTW, 2003
- Tadeusz Wittlin: „Pieśniarka Warszawy Hanka Ordonówna i jej świat”, Wydawnictwo LWT, Łomianki 2006